# Victoria Castro
María Victoria Castro Rojas (Santiago, 3 de julio de 1944 - 24 de junio de 2022) fue una arqueóloga chilena pionera en el campo de la etnohistoria, enfocando su investigación a las diversas culturas precolombinas de los Andes, en especial en el Norte grande de Chile, donde contribuyó enormemente a reconstruir nuestro pasado prehispánico. Fue reconocida en diversas instancias con premios y galardones, que nunca le hicieron perder su extraordinaria humildad. En sus estudios e investigaciones lleva a cabo un enfoque interdisciplinario orientado a integrar la arqueología, la etnohistoria, la etnobiología y la antropología cultural.

## Biografía
Entró a estudiar Filosofía en 1964 en la Universidad de Chile ahí se especializó en Prehistoria y Arqueología y se graduó en 1978. Posteriormente realizó un Magíster en Ciencias Históricas, con mención Etnohistoria y Arqueóloga en 1985. Es profesora emérita de la Universidad de Chile desde el año 2007.
Fue miembro del Comité Científico Internacional del Programa Qhapaq Ñan de la Unesco desde 2006 a 2010. Además, fue la primera mujer en ser reconocida por la Sociedad Americana de Arqueología.

## Premios
- Mujer destacada de la Universidad de Chile (1988).[6]
- Mejor docente de Pregrado de la carrera de Arqueología (2001).
- Distinción Académica Mujer Generación XXI (2003).
- Medalla al mérito académico "Valetín Letelier" (2005).
- Premio "Amanda Labarca" (2014).[7]

- Premio a la Excelencia en Arqueología de América Latina y el Caribe (2018).[1][8]
- Reconocimiento de la Sociedad Americana de Arqueología (2019).[9]